# هایپر اواس
هایپر اواس (به انگلیسی: HyperOS) با نام رسمی هایپر اواس شیائومی (به انگلیسی: Xiaomi HyperOS) یک سیستم عامل توسعه‌داده‌شده توسط شرکت شیائومی است. این سیستم عامل در تاریخ ۱۷ اکتبر ۲۰۲۳ از طریق شبکه اجتماعی X (توییتر سابق) و ویبو معرفی شد و همراه با گوشی‌های شیائومی سری ۱۴ در تاریخ ۲۶ اکتبر ۲۰۲۳ منتشر شد.
هایپر اواس یک سیستم عامل مبتنی بر اندروید است که بر اساس پروژه متن باز اندروید (AOSP) ساخته شده است.

## تاریخچه
در سال ۲۰۱۷، شیائومی در حال توسعه سیستم‌عامل Xiaomi Vela برای استفاده در دستگاه‌های IoT (اینترنت اشیاء) خود بود. این سیستم‌عامل بر اساس NuttX است و در سال ۲۰۲۰ معرفی شد.
در سال ۲۰۱۹، شیائومی سیستم عامل Xiaomi Mina، یک سیستم امنیتی میکروکرنل را توسعه داد.
در سال ۲۰۲۱، شیائومی به دنبال تصمیم خود برای ساخت خودرو، در حال توسعه سیستم‌عامل متمرکز بر خودرو خود بود.
در سال ۲۰۲۲، شیائومی تصمیم گرفت تا معماری نرم‌افزاری سیستم‌عامل‌های بالا را یکپارچه کند و HyperOS تحقیق و توسعه خود را به پایان رساند.
سیستم‌عامل جدید در ۱۷ اکتبر ۲۰۲۳ در شبکه اجتماعی X و Weibo معرفی شد و در کنار سری ۱۴ شیائومی در ۲۶ اکتبر ۲۰۲۳ رسماً معرفی شد.
در اکتبر ۲۰۲۳، حساب‌های رسانه اجتماعی MIUI به HyperOS شیائومی تغییر نام داد. HyperOS سپس به‌طور رسمی در پکن راه‌اندازی شد و اولین دسته از مدل‌های گوشی سازگار اعلام شد. HyperOS در سراسر جهان در رویداد MWC 2024 در اسپانیا راه‌اندازی شد.
نسخه HyperOS 2.0 در تاریخ ۲۹ اکتبر ۲۰۲۴ معرفی شد.
در سال ۲۰۲۵ شیائومی از نسخه بهبود یافته HyperOS 2.0، نسخه HyperOS 2.1 رونمایی کرد. این نسخه دارای انیمیشن‌های روان تر و قابلیت تنظیم میزان روشنایی چراغ قوه بود. همچنین دو فونت جدید برای ویرایشگر صفحه قفل رونمایی شدند. این به روز رسانی برای تمامی دستگاه‌های دارای HyperOS 2 بر پایه اندروید ۱۵ منتشر می‌شود.
چند ماه پس از معرفی HyperOS 2.1 شیائومی از HyperOS 2.2 رونمایی کرد. این نسخه بهبود هایی در رابط کاربری و هوش مصنوعی به همراه داشت و برای طیف گسترده ای از دستگاه های شیائومی از جمله سری Redmi Note 12 قرار است منتشر شود اما قابلیت های هوش مصنوعی فقط برای دستگاه های پرچمدار و REDMI Note 14 Pro+ منتشر می شود و سری نوت ۱۳ هوش مصنوعی را دریافت نمی کنند اما از دوربین ۶ شیائومی در به روز رسانی پشتیبانی می کنند و سری نوت ۱۲ فقط بهبود هایی در رابط کاربری دریافت می کنند.